# Kalvínský kostel (Pozba)
Kalvínský kostel je klasicistní kostel v obci Pozba v okrese Nové Zámky a náleží Reformované křesťanské církvi na Slovensku církevnímu sboru Pozba.

## Historie
První písemná zmínka o kalvínské církvi je z roku 1654. Kalvínský kostel je uváděn v roce 1705. V roce 1733 byl kalvínský kazatel vyhnán z obce a fara obsazena katolíky. V roce 1734 je uváděno, že byl v obci postavený kostel. Klasicistní kostel byl postavený v letech 1784–1785 pravděpodobně na základech starší stavby a bez věže. Přístavba věže byla zahájena v roce 1740. V roce 1866 byl kostel obnoven a v roce 1926 postavená věž. V období druhé světové války byla věž poškozená, po ukončení války byla obnovena. Opravy kostela byly provedeny v roce 1983, vnitřní prostor byl opraven v roce 2006 a v roce 2010 byla opravena fasáda kostela.
Fara byla postavená v roce 1734, která byla často opravována, a tak nová fara byla postavena v roce 1801. V roce 1874 přestavěna a naposledy v roce 1983, kdy byla kompletně zmodernizována.
Škola byla postavená pravděpodobně koncem 18. století a byla ze dřeva. V písemných záznamech je uváděna výměna slaměné střechy v roce 1805 a 1840. Začátkem 20. století byla postavena nová moderní budova s velkou tělocvičnou. Po výstavbě nové školy v roce 1963 sloužila jako budova MNV a později jako obecní úřad. Od roku 1999 je budova majetkem reformované církve a slouží jako kulturní dům.

## Popis
Kostel je jednolodní klasicistní zděná stavba s polygonálním uzávěrem a vestavěnou věží ve štítovém západním průčelí. Fasády kostela člení lizénové rámy a obdélníková okna se šambránami. Z průčelí se zvedá věž s atikou a dvojicí ozdobných váz. Je členěna lizénami a zakončen korunní římsou s obloučkovým vlysem, je ukončená jehlanovou barokní střechou. V bočním vstupu na klenáku ostění je uvedena datace 1785. Loď má plochý strop.
Ve věži jsou dva zvony. První je z roku 1791, druhý zvon z roku 1710 pukl a byl v roce 1868  přelit.